# Alchemilla pontica
Alchemilla pontica é uma espécie de rosácea do gênero Alchemilla, pertencente à família Rosaceae.